# الظاهر سيف الدين برقوق
السُّلْطَانُ الْمَلِكُ الظَّاهِرُ سَيفُ الدُّنْيَا وَالدِّينِ أَبُو سَعِيدٍ بَرْقُوقُ بْنُ أَنَسٍ بْنِ عَبْدِ اللهِ الْجَرْكَسِيّ، وُلد في القفقاس عام 1340 م (740 هـ) وقدم للقاهرة وعمره 20 عاما ليلتحق بالجيش المصري حيث أتقن فنون الحرب والفروسية، وترقّى في المناصب العسكرية ورُتب الإمارة حيث أصبح أمير طبلخانه، ثم أمير آخور ثم أتابكا عام 779 هـ.
عمل على جمع شمل الأمراء الشراكسة وتعزيز مواقعهم فلما نشِب النزاع بينه وبين الأمير بركة هزمه وقبض عليه وحبسه. عُيّن مُشاركا في تدبير أمور الدولة (أي وصيا على العرش) بعد وفاة السلطان المنصور علاء الدين علي بن شعبان وتولية ابنه الطفل الصالح حاجي سلطانا عام 1381 م.
استجاب لإلحاح الأمراء ورغبتهم في تنصيبه سلطانا فعليا عليهم بدلا من السلطان الاسمي الصغير فوافق على ذلك وبويع سلطانا على مصر في 19 رمضان 784 هـ (16 نوفمبر 1382 م) ولُقّب بالملك الظاهر سيف الدين برقوق، فكان بذلك مؤسس دولة السلطنة الشركسية في مصر (البُرجييّن أو المماليك البرجية) بمصر والتي استمرت حتى عام1517 م.
جرت عدة محاولات لعزله، واستطاع أعداؤه في عام 791 هـ (1391 م) هزيمته، ونفيه وسجنه في قلعة الكرك في الأردن، لكنه استطاع بمساعدة أصدقائه تحرير نفسه والهرب من سجنه وهزيمة مناوئيه والعودة إلى عرش السلطنة ثانية في عام 792 هـ (1392 م).
نجح في عقد عدة معاهدات مع العثمانيين والقفجاق وسيواس ضد الخطر المغولي الزاحف. يشير كل من المؤرخ ماسيمو كابواني، وأوتو فريدريش أوغست ميناردوس، وماري هيلين روتششوفسكايوفي من جامعة ميشيغان أنه خلال حُكم الظاهر سيف الدين برقوق وقعت الاضطهادات الكبرى عام 1321، والتي كانت بمثابة «الضربة القاضية للأقباط»، وفقاً لماري هيلين. ويشير المؤرخ روبرت مورجان أنه في عام 1327 حدثت موجة أخرى من الاضطهادات خلال حُكم الظاهر سيف الدين برقوق والتي شملت «هدم الكنائس وحياة الأقباط وسبل عيشهم»، وقام السلطان بصرف الأقباط من المناصب الحكومية.
توفي يوم الجمعة 15شوال 801 هـ (1399 م) وعمره 60 عاما، وقد بكاه الناس لعدله ورفقه برعيته. وكان من مآثره، إبطال الضرائب على الثمار والفواكه، وبناء مدرسة وخانقاه ومدفن الظاهر برقوق وجسر الشريعة على نهر الأردن.
كانت الحرب علي اشدها في عصره بين تيمور لنك (المغولي) وبايزيد (العثماني) وكان يسعي كلا الطرفين
لارضائه وان يكسبه في صفه.
كان شجاعا ذكيا عارفا بالفروسية ماهرا بلعب الرمح، يحب الفقراء ويتواضع لهم، قيل عنه انه كان أعظم ملوك الشراكسة بلا منازع.

## حياته

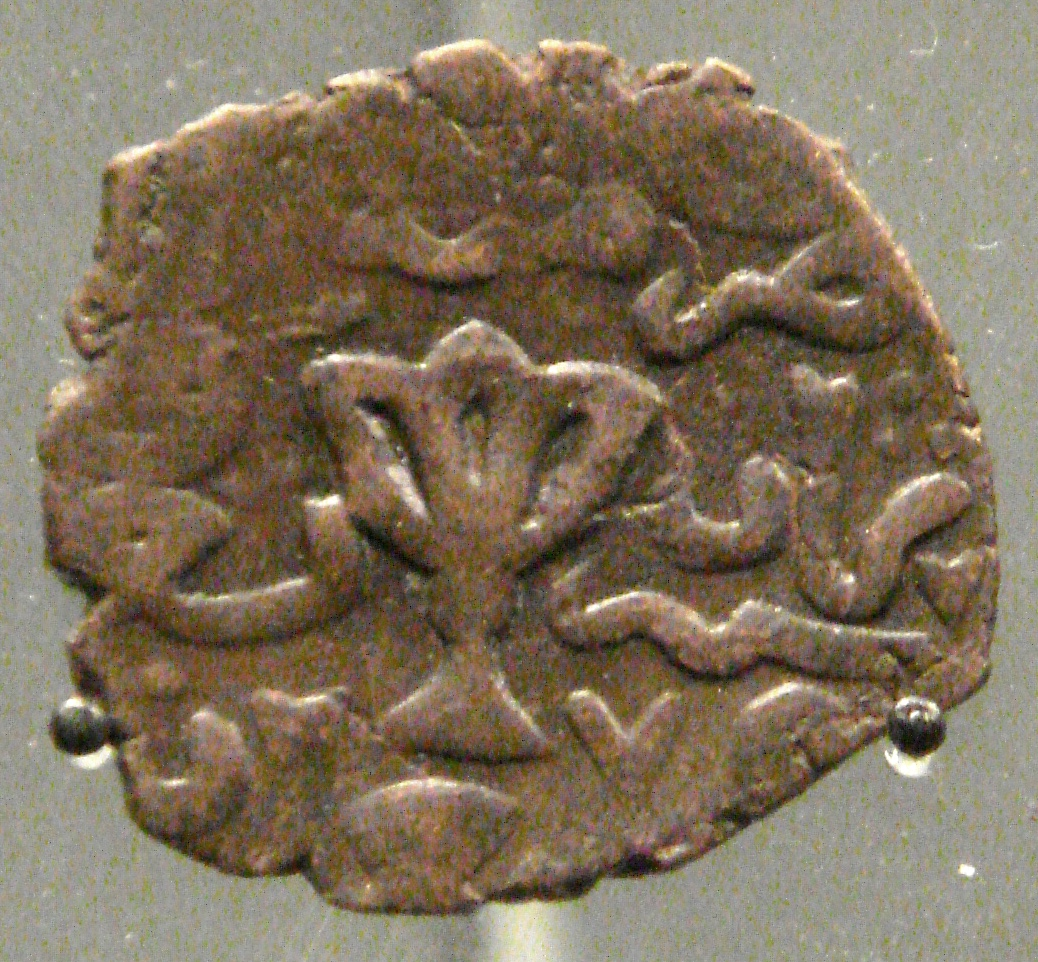
فلس نحاسي عليه رنك الظاهر برقوق

أمر بإنشاء المجموعة المعمارية السلطان الملك الظاهر أبو سعيد سيف الدين برقوق بن آنص بن عبد الله العثماني اليلبغاوي الجركسي. هو مؤسس وأول سلاطين دولة المماليك البرجية في فترة حكم السلطان الناصر حسن الثانية ازداد نفوذ الأمراء الأتراك وعلى رأسهم الأمير يلبغا الخاصكي العمري وازداد الخلاف بينه وبين السلطان حسن حتى انتهى بالقبض على السلطان والتخلص منه وتولية السلطان المنصور محمد الذي لم يبق طويلاً حتى خلعه يلبغا وسلطن مكانه السلطان الأشرف شعبان ولم ينقذ البلاد من سيطرة الأمير يلبغا سوى انقسام المماليك اليلبغاوية وتحالف السلطان شعبان مع الكارهين ليلبغا منهم حتى استطاع التخلص منه، وحل مكانه الأمير اسندمر الناصري الذي ما لبث إلا أن ثار على السلطان ولكن وقف العامة بجانب السلطان واستطاعت المماليك الأشرفية هزيمة اليلبغاوية وسجن السلطان عدداً كبيراً منهم وقتل عدداً آخر وأبقى بعضهم في خدمته ونفى بعضهم إلى الكرك وكان من بينهم برقوق.
امتاز برقوق بالذكاء وأخذ منذ ذلك الحين يحيك المؤامرات ويخطط للوصول إلى الحكم وبراقب مؤامرات كبار الأمراء اليلبغاوية ضد السلطان شعبان. سعى كبار الأمراء اليلبغاوية إلى السلطان حتى يفرج عن اليلبغاوية المسجونين والمنفيين بالكرك ومنهم برقوق الذي ألحق بخدمة الأمير منجك اليوسفي نائب السلطان في دمشق وذلك حتى استدعى السلطان اليلبغاوية من سوريا ليجعل من وجودهم توازناً مع مماليكه في القاهرة. انتهز برقوق الفرصة ودفع صهره الأمير طشتمر العلائي للتخلص من السلطان وهو ما حدث وولي ابنه السلطان المنصور علي اتقاءً للماليك الأشرفية، وسيطر اليلبغاوية على مقاليد الدولة وأبعد الأمير طشتمر العلائي بتعيينه نائباً على دمشق خشية إثارة المماليك الأشرفية، أما برقوق فانتقل مع جماعة من الجراكسة للعمل في خدمة الأمير إينبك البدري وظل على دربه بإثارة الفتن بين الأمراء اليلبغاوية الترك المتقاتلين على الزعامة، حتى تولى أميره إينبك الأتابكية فرقى أبناءه ومماليكه وترقى برقوق من إمرة عشرة إلى إمرة طبلخاناه.
بدأ الأمير إينبك يعد نفسه ليكون سلطاناً، ولكن الأمير طشتمر العلائي صهر برقوق حث الأمراء اليلبغاوية في سوريا على الثورة ضده من ناحية، ومن ناحية أخرى أشار برقوق على إينبك بالخروج في حملة لقمع هذه الثورة وفي نفس الوقت اتفق مع كبار الأمراء اليلبغاوية في القاهرة الأمير يلبغا الناصري والأمير بركة الجوباني على التخلص من إينبك أثناء خروجه لحملة سوريا بتحريض عسكره للثورة عليه وهو ما حدث، وأصبح الحل والعقد بيد ثلاثة من الأمراء اليلبغاوية هم يلبغا الناصري الذي عين أتابكاً للعسكر، وبركة الجوباني الذي عين أمير مجلس، وبرقوق الذي عين أمير آخور. ومع تزايد نفوذ هؤلاء الثلاثة ظهرت عدة محاولات من جانب الأمراء الترك بالمناداة بتولية سلطان كبير من أسرة قلاوون، فأراد بركة وبرقوق صرف انتباههم بتولية طشتمر العلائي الأتابكية بصفته أكبر الأمراء وأبعدا يلبغا الناصري إلى نيابة طرابلس وخفاءً نافس كل منهما الآخر على الزعامة وفي نفس الوقت أخذا يتآمران على طشتمر للتخلص منه حتى قبضوا عليه وسجن بالإسكندرية، وأسندت الأتابكية إلى برقوق وعين قريبة أيتمش البجاسي أمير آخور وبعد ثورة إينال اليوسفي عليه استدعى يلبغا الناصري ليتولى إمرة سلاح بدلاً منه، واستغل كره الناس والعلماء لبركة وأخذ يعمل على التخلص منه إلا أنه وجد نفسه بين فرقتين من المماليك أولهما المماليك الأشرفية الموالية للسلطان ومماليك بركة فتودد للفرقة الأولى وعادا الثانية وأظهر نفسه في موقف المدافع عن السلطان أمام طغيان بركة، وأصبح العداء سافراً بين المماليك الترك بقيادة بركة والذي انضم إليه يلبغا الناصري وبين المماليك الجراكسة بقيادة برقوق ودار بين الطرفين مناوشات ومعارك انتهت برجاحة كفة برقوق الذي وقف بجانبه العامة وقبض على بركة ومماليكه وحبسوا بالإسكندرية وحبس أيضاً يلبغا الناصري، وإمعاناً في إضعاف الروح المعنوية للعنصر التركي والقضاء على آمالهم أوعذ برقوق إلى نائب الإسكندرية سراً بقتل بركة في السجن وذلك حتى لا يظهر أمام العامة في صورة سفاك الدماء، وعندما أدى مهمته أظهر برقوق غضبه عليه وسلمه لأتباع بركة فقتلوه، واهتم برقوق بزيادة عدد الجراكسة وأحضر والده وأقاربه وأولاده إلى مصر وعينهم في وظائف مختلفة.
عندما توفي السلطان المنصور علي لم يجسر برقوق على التسلطن بعده رغم قوته ونفوذه وذلك لامتعاض كبار الأمراء الذين أجمعوا على الاحتفاظ بالعرش لبيت قلاوون، فسلطنوا الصالح حاجي على أن يشترك معه برقوق في تدبير أمور الدولة فاتبع سياسة التقرب إلى العامة وزيادة شعبيته ما أخاف أعداؤه وخشي أنصاره على أنفسهم من المؤامرات فاجتمعوا واستقر رأيهم على سلطنة برقوق سنة 784هـ/1382م، فعمل على إرساء قواعد دولته ومكافحة المماليك الترك ومؤامراتهم المستمرة ضده وتمثلوا في ذلك الوقت في فرقتين اليلبغاوية الترك الذين وافقوا على سلطنته فأشركهم في الحكم شكلياً ليأمن شرهم وفرقة الأشرفية الترك وقد عادا هؤلاء وحرمهم إقطاعياتهم وعمل على إحلال مماليكه الجراكسة محلهم وكانت أولى هذه الثورات التركية ثور الطنبغا السلطاني نائب أبلستين والثانية كانت بالاتفاق بين الخليفة المتوكل على الله والمماليك الأشرفية وأحبط كلا المؤامرتين وأمعن في اضطهاد الأتراك من اليلبغاوية والأشرفية وإبعادهم إلى سوريا فاتحدوا ضده بقيادة الأمير تمربغا الأفضلي المعروف بمنطاش نائب ملطية فأفرج برقوق عن يلبغا الناصري وأعاده إلى نيابة حلب في محاولة لكسب تأييد اليلبغاوية فاتفق الاثنان منطاش ويلبغا على السلطان وحرضا أمراء مصر على الثورة ضده وانضم إليهما سولي بن ذلغدار التركماني ونعير بن حيار وقرابغا فرج الله وبزلار العمري ودمرداش اليوسفي وكتبغا الخاصكي وحتى إينال اليوسفي الجركسي الذي أفرج عنه السلطان ليقبض على يلبغا فلم يفعل حنقاً على اعتقاله وانضم إليهما مضطراً، ودخلت سائر المدن السورية في طاعة منطاش ويلبغا فاضطر برقوق إلى تجريد عدد من أمراؤه لقتالهما بقيادة الأمير جركس الخليلي فقتل وهزمت عساكر السلطان، وتقدم يلبغا إلى القاهرة وفر من مع السلطان من المماليك إلا بعض مماليكه الخاصكية الذين انكسروا أمام مماليك يلبغا فعرض برقوق الصلح وتنازله عن السلطنة مقابل الإبقاء على حياته، فوافق يلبغا وأمنه خوفاً من انتقام الجراكسة إذا قتله، وكرد للجميل إذا قبض عليه برقوق سابقاً ولم يقتله رغم أخطائه، كما أن وجوده حياً سيكون عقبة في وجه منطاش حليفه إذا فكر في الثورة عليه، وحبس برقوق في قلعة الكرك وأوصى يلبغا نائبها أن يفرج عنه إذا ثار منطاش عليه، أما يلبغا فلم يسلطن نفسه خوفاً من الأشرفية والجراكسة واستقر الرأي على إعادة السلطان الصالح صلاح الدين حاجي آخر ملوك أسرة قلاوون ولقب بالمنصور.
اتبع يلبغا سياسة العنف والتهديد مع العامة فكرهوه وأخذ يشتت الجراكسة في سوريا فأحسوا بالحرمان بعد رغد العيش، كما أن أمراء الترك انقسموا بعدما رفع يلبغا شأن أمراؤه دون غيرهم، ونقم عليه منطاش ومماليكه لاستئثاره بالسلطة فهاجم القلعة وانضم إليه العامة فهرب يلبغا وتودد منطاش إلى السلطان بكونه من مماليك أبيه الأشرفية فعينه أتابكاً وزاد من توطيد مركزه بزواجه من أخت السلطان وتتبع يلبغا حتى قبض عليه وسجنه بالإسكندرية، واضطهد الجراكسة الذين ساندوه في ثورته وحنث وعده بالإفراج عن أستاذهم برقوق، وزادت الأحوال سوءاً بتدهور الأحوال الداخلية بالقاهرة وسوريا وبدت الظروف تآزر عودة برقوق فدبر منطاش لقتله ومعه حسن الكجكني نائب الكرك فكشف الأخير المؤامرة وتحالف مع برقوق وبايع أهل الكرك برقوق وانضم إليه الأمراء الجراكسة في مصر وسوريا في الوقت الذي كان فيه منطاش مشغولاً في قمع ثورات الجراكسة ضده في الوجه القبلي، ومع وصول أنباء موقف برقوق إلى القاهرة جهز حملة بقيادته للزحف إلى سوريا ومعه السلطان وجمع الخيل والمال لها من المماليك البحرية والكتاب والفقهاء وأعيان البلد فكسب نقمتهم جميعاً وعندما التقى الجيشان انكسرت عساكر منطاش وتقهقر إلى دمشق واعتقل برقوق السلطان فأبدى رغبته بالتخلي عن السلطنة وخلع نفسه وبويع برقوق بالسلطنة، ورأى برقوق أن يعود إلى القاهرة بعدما أيد منطاش مركزه في دمشق بزواجه من ابنة أمير العرب نعير، وبعدما صار الطريق إلى القاهرة مفتوحاً فتنافس الناس من شدة فرحهم به بإقامة الزينات بالقاهرة وخرجوا أفواجاً لاستقباله، فلما تأكد من ميل الناس له جدد لنفسه البيعة، وبدأ بناء دولته الجديدة معتمداً على العصبية الجركسية بسياسة عاقلة حذرة مع أعداؤه فأفرج عن يلبغا الناصري وألطنبغا الجوباني كسباً لودهم واستغلالاً لعدائهم لمنطاش وأرسلهما لقتاله فقتل ألطنبغا بينما انقلب يلبغا على السلطان بعد حين، فخرج السلطان على رأس تجريدة إلى الشام وبقي في حلب منتظراً يلبغا الذي أعلن فشله في القبض على منطاش، فأمر السلطان بحبسه ثم قتله بعدما تأكد أنه ما أخرج من قلبه النفاق، وعمل السلطان على تطهير البلاد من بقايا المماليك الترك، أما منطاش فأوقع به نائب حلب الأمير جلبان الكمشبغاوي فأرسل السلطان رسوله إلى حلب فقطع رأسه وحملها على رمح وطاف بها مدينة حلب وعاد بها إلى القاهرة وطاف بها بشوارعها، ثم علق رأسه على باب القلعة أياماً، ثم نقل ليعلق أياماً أخرى على باب زويلة. وبالقضاء على منطاش أزال السلطان أهم عقبات توطيد حكمه ولم تقم بعد ذلك أي محاولة للترك لإثارة الفتن والقلاقل ضد السلطنة المملوكية الثانية.:ج1ص192:73:171:43:88